# Bella Pochez
Bella Pochez, née Bella Weil le 17 septembre 1888 à Mulhouse, est une résistante fécampoise juive, morte à Auschwitz le 18 février 1943.

## Biographie
Bella Pochez, née Bella Weil, d'origine alsacienne, s'installe à Fécamp à la suite de son mariage avec Maurice Pochez à Paris en 1910.
D'abord interprète à la mairie pour les Allemands (en 1940 à la Kommandantur), elle est remerciée à cause de ses origines juives deux ans plus tard.
Bella Pochez a intercepté de nombreuses lettres de dénonciation.
Arrêtée, à la suite d'une dénonciation anonyme, le 21 janvier 1943 à Fécamp elle est internée au camp de Drancy.
Elle est ensuite déportée par le convoi no 48 le 13 février 1943 au départ de Drancy à destination d'Auschwitz (Pologne), où elle est gazée.

## Hommages
- Elle est inscrite sur le Mur des Noms du Mémorial de la Shoah et à Yad Vashem.
- En 1980, sous l'épitaphe "aux déportés morts pour la France en camp de concentration" est inscrit le nom de Bella Pochez. sur une stèle au cimetière de Fécamp[4].

- Une rue à son nom honore son souvenir à Fécamp[5]

- une salle du lycée Maupassant de Fécamp est nommée Bella Pochez, le 22 octobre 2022[6]

- Pavé de mémoire (Stolpersteine) à Fécamp[7].

## Journée internationale des droits de la femme
Le 8 mars 2007, la municipalité de Fécamp a organisé une exposition afin de rendre hommage à plusieurs femmes, dont Bella Pochez, engagées politiquement, entrées en Résistance et déportées en 1943 à Auschwitz à cause de leur origine juive et de leur implication politique. Ces femmes engagées dans les réseaux de Résistance ont contribué à ce que les Françaises obtiennent, en 1944, le droit de vote.